# Агел I
Агел I (на старогръцки: Ἀγέλας, Agelas I), син на Иксион и потомък на Херакъл в гръцката митология е цар на Коринт през 998/997 – 965/964 пр.н.е.
Той е дориец и третият цар на Коринт от династията на Хераклидите,
Според Евсевий Кесарийски той наследява баща си на трона на Коринт и управлява 37 години.
Той е наследен на трона на Коринт от син му Примнид (също Proumnis).